# 선한 아들
《선한 아들》(영어: The Good Son 더 굿 선[*])는 2017년 방영된 필리핀의 드라마이다.